# Cheumatopsyche robisoni
Cheumatopsyche robisoni är en nattsländeart som beskrevs av Dudley Moulton och Stewart 1996. Cheumatopsyche robisoni ingår i släktet Cheumatopsyche och familjen ryssjenattsländor. Inga underarter finns listade i Catalogue of Life.